# Issam Chebake
Issam Chebake (* 12. Oktober 1989 in Agadir) ist ein marokkanischer Fußballspieler.

## Karriere

### Verein
Chebake spielte für die Nachwuchsabteilung von SG Marienau Forbach und startete 2010 seine Profikarriere beim US Sarre-Union. Hier blieb er bis 2013 und zog dann zu AF Rodez weiter. Eine Saison später wechselte er zum Zweitligisten Le Havre AC. In seiner ersten Saison bestritt er 31 von 38 möglichen Ligaspielen für Le Havre, in denen er ein Tor schoss, sowie je ein Spiel im Pokal und Ligapokal. In der nächsten Saison kam er auf die gleiche Zahl von Einsätzen. In der Saison 2016/17 waren es 33 von 38 möglichen Ligaspielen mit zwei Toren sowie je zwei Spiele im Pokal und Ligapokal.
Zur Saison 2017/18 wurde Chebake von Yeni Malatyaspor, der zu dieser Saison in die türkischen Süper Lig aufgestiegen war, mit einer Vertragslaufzeit von zunächst zwei Jahren verpflichtet. In seiner ersten Saison bestritt er 29 von 34 möglichen Ligaspielen für Malatyaspor und ein Pokalspiel. In der nächsten Saison waren es 30 von 34 Ligaspiele und sechs Pokalspiele. Hier schied der Verein erst im Halbfinale gegen Galatasaray Istanbul aus. In der Saison 2019/20 waren es 26 von 34 Ligaspiele mit einem geschossenen Tor sowie ein Pokalspiel und vier Qualifikationsspiele zum Europapokal mit jeweils auch einem Tor. In der Saison 2020/21 spielte er bei 35 von 42 möglichen Ligaspielen, da die Liga aufgestockt wurden war, und ein Pokalspiel. Die Saison endete mit dem Abstieg von Yeni Malatyaspor in die TFF 1. Lig. Mit Ende der Saison 2020/21 wurde sein Vertrag nicht verlängert.
Ende Juli 2021 unterschrieb er beim zyprischen Verein APOEL Nikosia einen Vertrag mit einer Laufzeit von zwei Jahren. In seiner ersten Saison bestritt er 14 von 32 möglichen Ligaspiele für Nikosia und ein Pokalspiel.

### Nationalmannschaft
Chebake gab 2016 sein Debüt für die Marokkanische Nationalmannschaft. Bis einschließlich 2022 hatte er nur Einsätze bei Freundschaftsspielen und Qualifikationsspielen zum Afrika-Cup.